# Cung liên hợp

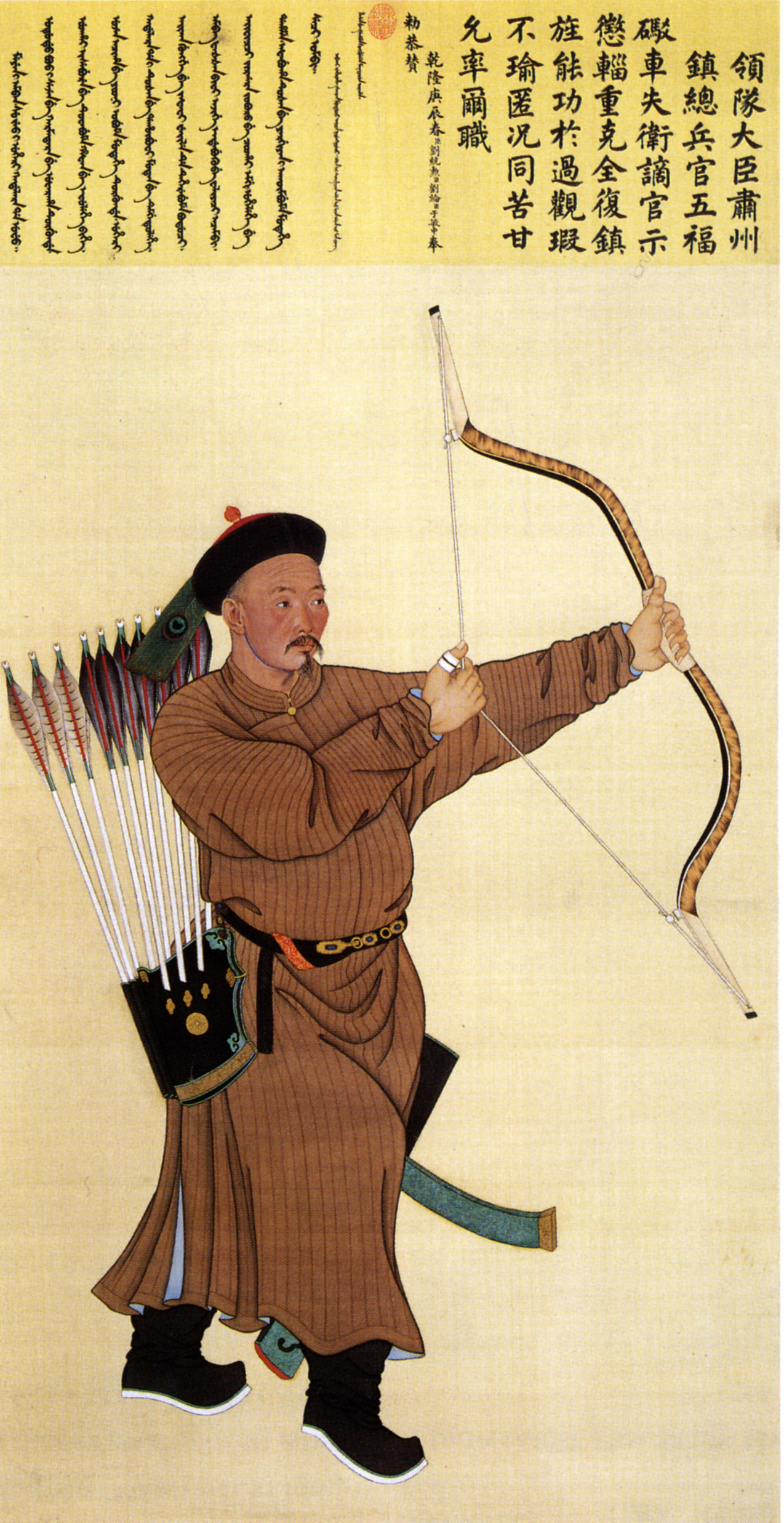
Cung liên hợp được quân Bát Kỳ sử dụng, dạng cung tam đoạn

Cung liên hợp (Composite bow) là một loại cung tên truyền thống được làm từ sừng, gỗ và gân được dát mỏng với nhau tạo thành một phức hợp cấu tạo của cây cung, đây là một dạng của cung nhiều lớp (cung tam đoạn), đây là phương pháp để tăng cường tụ lực và sức đàn hồi của cung tên mà một loại vật liệu riêng rẽ không thể có được. Cung liên hợp ngắn nên khi giương lên chỉ dài khoảng từ đầu đến ngang lưng người bắn rất thích hợp cho chiến xa hay cưỡi ngựa gọi là kỵ xạ. Các phát hiện khảo cổ và nghệ thuật cho thấy cung liên hợp đã tồn tại từ thiên niên kỷ thứ hai trước Công nguyên, nhưng lịch sử của chúng không được ghi chép rõ ràng, được phát triển từ các nền văn hóa không có truyền thống thành văn. 

## Lịch sử
Chúng có nguồn gốc từ những người chăn gia súc ở châu Á, những người sử dụng chúng như những vật dụng cần thiết hàng ngày. Những chiếc cung như vậy lan truyền trong quân đội (và thợ săn) của các nền văn minh tiếp xúc với các bộ lạc du mục. Khi người du mục ở Trung Á biết kết hợp sức mạnh và lợi điểm của cây cung liên hợp với sức di động của giống ngựa vùng mạc bắc đã tạo thành được sức mạnh để trở thành một đế quốc hùng mạnh vào thế kỷ XIII-XIV. Việc chế tạo nên một kiểu cung như thế hẳn là không phải ngày một ngày hai và cũng như chiếc xe ngựa, một dụng cụ phức tạp hẳn đã qua nhiều thời kỳ thử nghiệm kéo dài
Thời Trung Cổ, người Âu Châu cũng áp dụng cách uốn cung ngược nhưng lại dùng cung dài và chỉ sử dụng được khi xạ thủ đi bộ. Cung liên hợp đã được sử dụng trên khắp châu Á từ Triều Tiên đến các bờ biển Đại Tây Dương của châu Âu và Bắc Phi, và về phía nam ở bán đảo Ả Rập và ở Ấn Độ. Việc sử dụng sừng trong cây cung thậm chí còn được nhắc đến trong sử thi The Odyssey của Homer, được cho là được viết vào thế kỷ thứ 8 trước Công nguyên. Giống như các loại cung khác, chúng mất dần tầm quan trọng với sự ra đời và ngày càng tăng độ chính xác của súng nhưng Cung liên hợp đó còn được dùng cho mãi đến tận thế kỷ thứ 19 trong Bát Kỳ Quân của nhà Thanh và chỉ được thay thế khi thấy cung tên không thể nào chống được với súng đạn của người Tây Dương.

## Cấu tạo

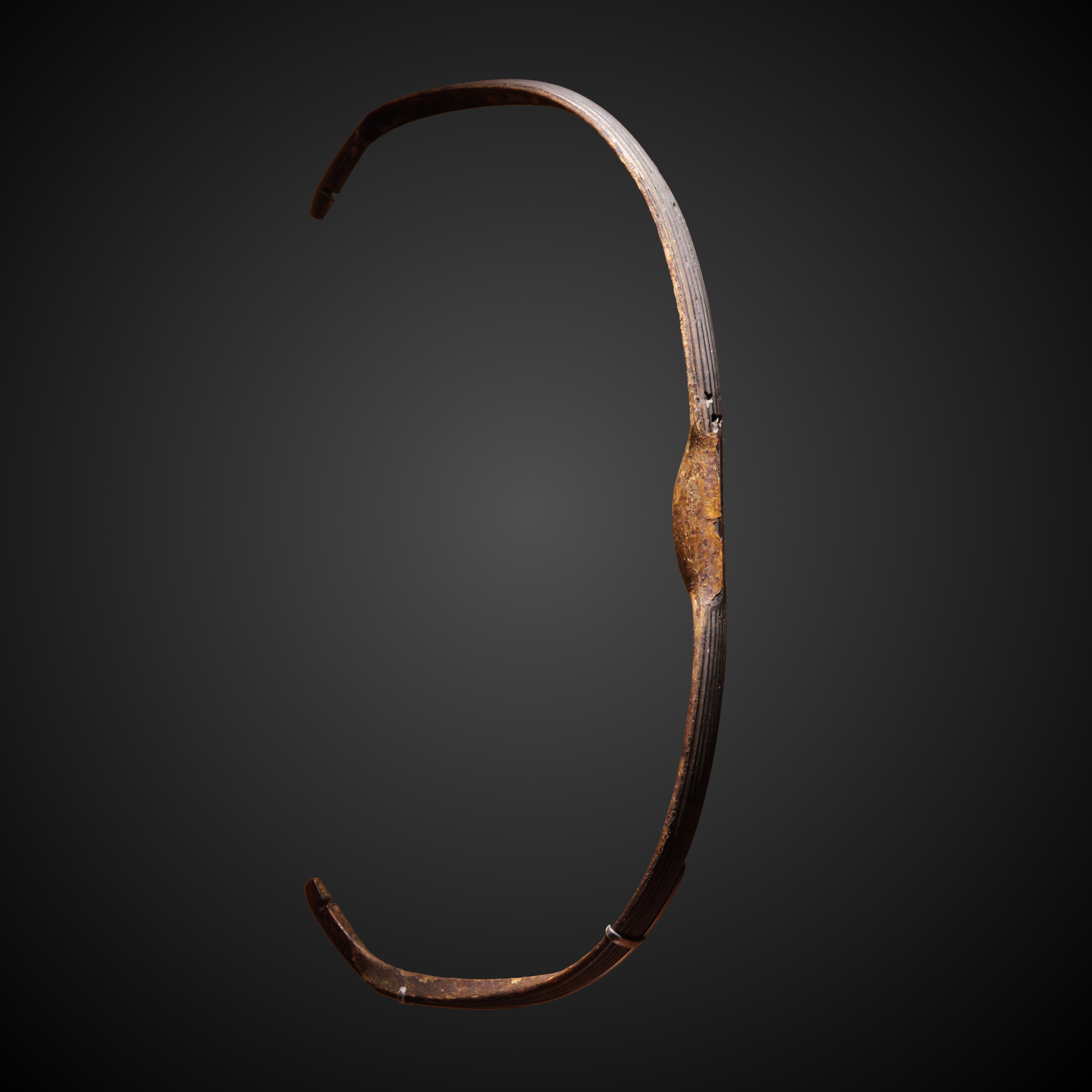
Tổng thể một cái khung của cung liên hợp theo kiểu Trung Á

Cung liên hợp nói chung làm bằng gỗ mỏng có khi là nhiều thanh được ép lại với nhau mà phần lưng (phía ngoài) mà ghép thêm sừng và gân, dán bằng a giao (keo nấu bằng xương và da) được dán sát vào một sợi gân động vật dẻo suốt chiều dài, còn phần bụng (phía trong) thì dát bằng những thanh sừng, thường là sừng bò rừng. Keo được nấu bằng gân trộn với da (a giao), thêm một phần xương và da cá. Vì keo xương có thể bị chảy khi dính mồ hôi nên người ta cố gắng tránh tiếp xúc với lòng bàn tay, khi nào dương cung mới phải chạm vào và có thể có một mảnh đúc bằng đồng để bảo vệ. Để làm được một cây cung phải mất bốn năm, từ việc tìm kiếm vật liệu đến tạo hình, dán gân dán sừng và các công việc khác, mỗi việc đều mất thì giờ mới qua giai đoạn kế tiếp.
Thường phải mất hơn một năm mới khô hẳn và được trét trong những nhiệt độ và ẩm độ thật chính xác rất nghệ thuật cả về việc chế tạo lẫn thực hiện. Cung liên hợp khởi thủy gồm năm mảnh gỗ mộc hay gỗ ép ở phần tay cầm ở trung tâm, hai cánh cung, và hai ngọn cung. Những mảnh này sau khi đã được ráp lại với nhau sẽ được chưng trong hơi nước để uốn thành một vòng cung, ngược chiều với khi căng giây, và những lớp sừng mỏng sẽ được dán vào bụng. Cây cung lại được bẻ tiếp tục cho thành một vòng tròn và dây gân sẽ được dán vào lưng. Cây cung cứ được giữ như thế cho đến khi nào tất cả mọi bộ phận dính chặt với nhau thì mới tháo ra và căng giây thử lần đầu.
Căng một cây cung liên hợp đòi hỏi cả sức mạnh lẫn khéo léo. Sức kéo, thường thường tính bằng pounds, khoảng chừng 150 pound, trong khi cung làm bằng gỗ non chỉ cần độ vài pounds. Cung liên hợp bắn một mũi tên ngắn và nhẹ tốt nhất là khoảng một ounce (chừng 30 gram) nhưng nhắm ở khoảng 300m vẫn chính xác, có thể xuyên qua áo giáp trong khoảng 100 m. Vì nhẹ nên trước đây, xạ thủ Mông Cổ mang được đến 50 mũi tên và có thể bắn như mưa vào phía địch mỗi khi tấn công. Nghệ nhân phải biết tính toán, cánh cung để riêng sức kéo cần một thạch (khoảng 27,8 kg) thì khi thêm gân vào sẽ tăng lên hai thạch, thêm một lớp sừng lên thành ba thạch, chế tạo một chiếc cung ba thạch, phải có chiều dài là ba thước (khoảng 90 cm).
Muốn đo sức nặng của cung người ta treo quả cân vào dây cung cho đến khi tới đúng như khi giương cung. Cung cho người khỏe có thể tới ba thạch (120 cân), người yếu thì chỉ được hai thạch rưỡi hay hai thạch. Dưới nữa chỉ được một thạch rưỡi. Cung chế tạo cho mỗi giai cấp, mỗi thứ bậc có độ dài khác nhau, cho nhà vua phải khoảng chừng 122 cm. Ngoài ra cung lại phải theo tác người, theo tính nết, theo sức lực. Có loại chế tạo để tập bắn hay săn chim chóc, có loại đủ mạnh để bắn xuyên qua giáp trụ. Người ta lại còn phân biệt cả những loại cung đã cũ, cần phải tái tạo, nếu thay gỗ có tên khác mà thay gân cũng có tên khác.

## Vật liệu

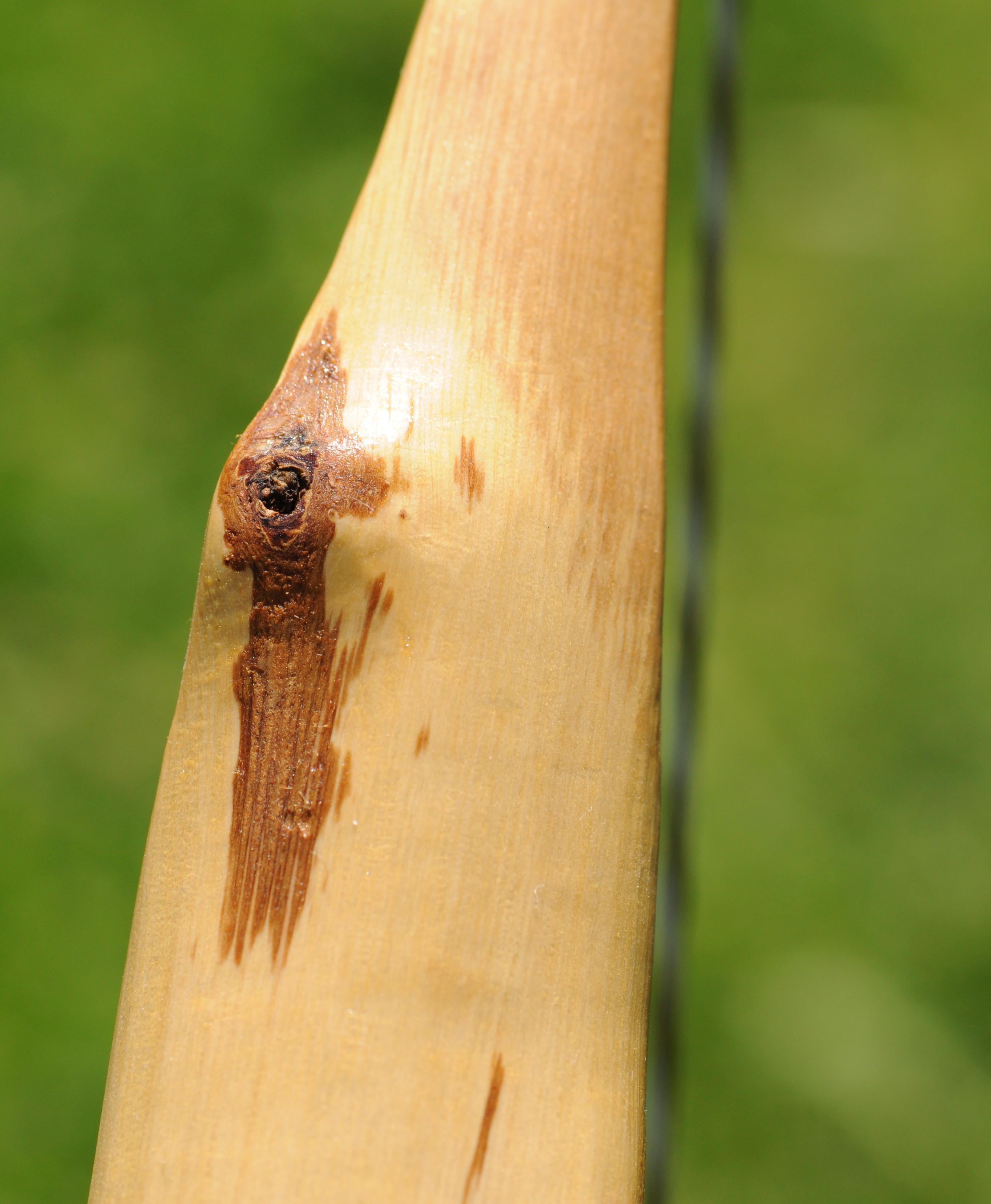
Một loại gỗ dùng để chế tác cánh cung

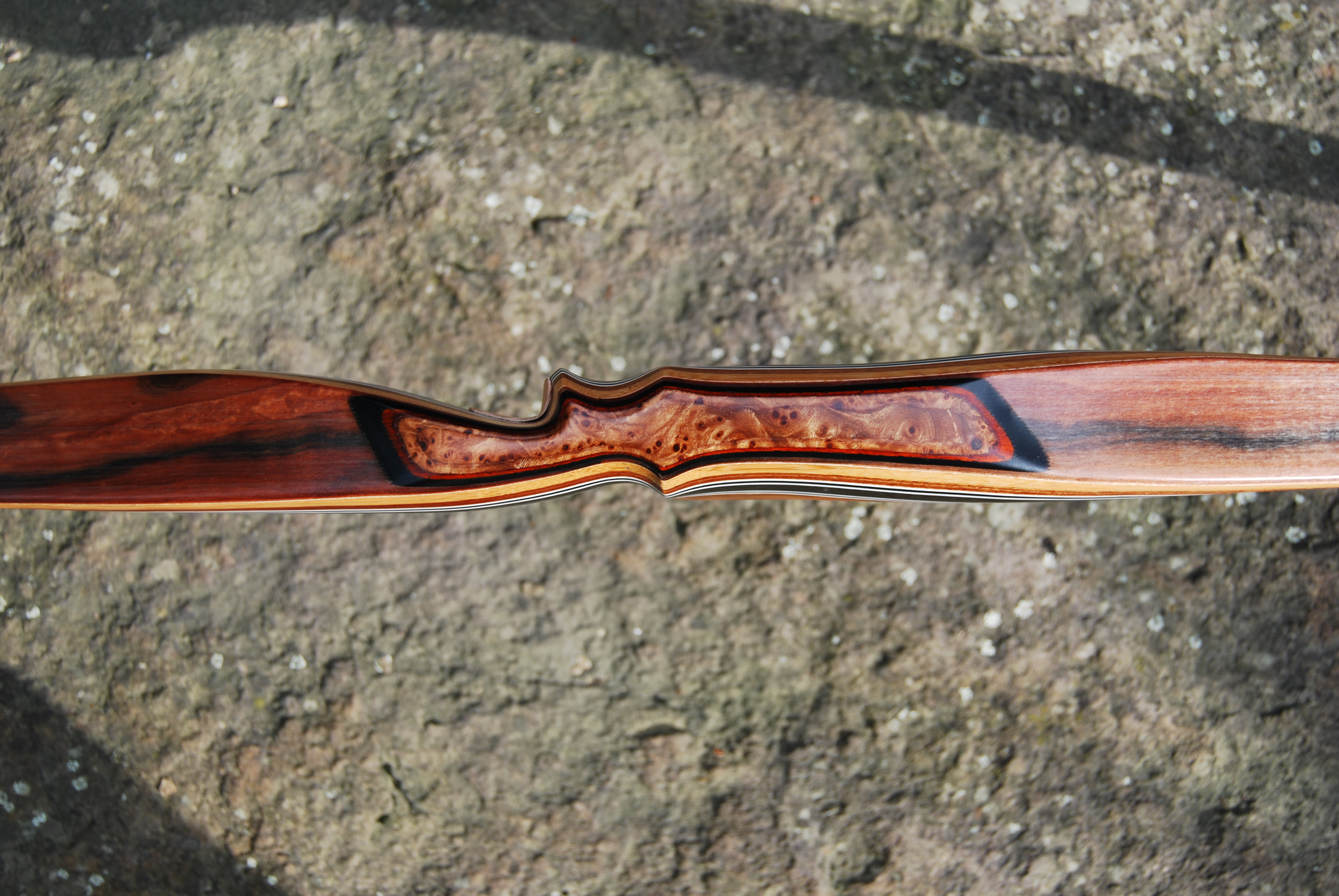
Thớ gỗ trên vật liệu làm cung liên hợp

Những loại gỗ làm cánh cung thường là những vât liệu dẻo và có sức đàn hồi cao. Các loại gỗ dùng để làm cánh cung là là gỗ chá (Cudrania tricuspidata) họ hàng với cây dâu, gỗ ý, gỗ yểm (dâu núi), gỗ cam, mộc qua (Chaenomeles lagenar), gỗ kinh (mận gai) và tre. Gỗ cũng phải kiếm loại gỗ già, gõ nghe kêu, màu sậm và không gần gốc, không có mấu, thớ phải thẳng. Gỗ phải cắt vào mùa đông khi cây đang thu liễm khí lực, chắc hơn vào mùa xuân, mùa hạ khi cây đang tăng trưởng, thực tế cung chỉ chế tạo bằng tre già, thường được cắt vào mùa đông sẽ đỡ bị mối mọt. Cánh cung phải được cưa dọc theo thớ gỗ, những đoạn vướng mắt phải bào nhẵn, uốn bằng cách hơ trên lửa nhưng không để lửa quá già. Cung uốn và tẩm luyện đúng các sẽ rất dẻo dai, giương lên thì cong vòng nhưng khi tháo dây ra thì sẽ ngược trở lại như cũ.
Sừng thú phải được cưa vào mùa thu, lúc đó sau mùa hè, thú vật no đủ, sừng chắc và phải thẳng, tránh loại sừng xoắn hay cong quẹo, những con vật ốm yếu không thể lấy sừng vì hay bị rỗng và thớ không săn, cũng phân biệt sừng gần xương đầu thì dẻo và mỗi đoạn sừng lại dùng vào một mục đích, tùy theo màu sắc mà có cá tính khác biệt, sừng phải đủ mềm để khỏi bị xước nhưng lại cũng cần đủ cứng để khi giương cung có thêm lực. Keo xương gắn cung phải đỏ và để lâu năm cho thấm vào các thớ gỗ, mỗi loại da thú cho một loại keo khác màu và chỉ dùng da một số loài vật để gắn cung. Gân cần những sợi dài, tước ra thành sợi rồi gắn vào cánh cung bằng keo, gân thường lấy dọc theo xương sống con bò, mỗi con bò có thể có được đến ba mươi lượng gân, phơi khô rồi mới tước nhỏ thành sợi, người du mục dùng làm dây cung nhưng người Hán chỉ dùng để tăng cường lực bắn của cánh cung.
Cũng như thanh kiếm, chế tạo một cây cung tốt đòi hỏi sự khéo léo và kỹ lưỡng mà người chuyên môn bảo là đạt được tam quân (ba thứ quân bình) và cửu hòa (chín sự hòa phối). Cung tốt cần sáu tiêu chuẩn là nhỏ nhưng mạnh, chắc chắn do thợ lành nghề chế tạo, không yếu đi khi dùng lâu, trời nóng trời lạnh cũng không thay đổi, dây cung bật lên tiếng thanh, cung căng cứng và thẳng thắn. Sau khi hoàn thành người ta treo cung lên cao, thường là trong bếp để cho những chất keo thấm vào thớ gỗ từ nửa tháng cho tới hai tháng, khi hong khô xong mới đem xuống đánh bóng, trét thêm keo hay sơn.
Dây cung làm bằng tơ tằm, chập hai chục sợi làm lõi, sau đó mới dùng dây quấn chung quanh như dây đàn, chia thành ba khúc cách quãng nhau để khi không dùng đến thì gấp lại tiện việc cất giữ. Nơi dây cung dùng dể tra vào mũi tên người ta còn dùng da bò hay gỗ mềm dán vào gọi là điếm huyền (lót dây cung) để dây cung bật vào thân cung không bị hư. Nhiều nơi, dây cung thường làm bằng ruột thú vật phơi khô và sao tẩm. Người ta dùng ruột cừu, ruột dê, ruột hươu, ruột mèo làm dây cung. Cũng có khi người ta dùng dây gai bện lại nhưng phải dùng một loại lá cây thoa lên cho các sợi gai tết lại với nhau. Những cung thủ Mông Cổ và kỵ binh thường mang theo một hay nhiều bộ dây để phòng bị. Cánh cung liên hợp với quá trình chế tác tinh xảo trở thành một sản phẩm phức tạp, kỹ thuật cao, việc bảo trì cũng chi tiết, xạ thủ không thể để cung bị ướt hay ở nơi ẩm thấp, cũng không được hơ trên lửa cho khô.

## Quốc gia sử dụng

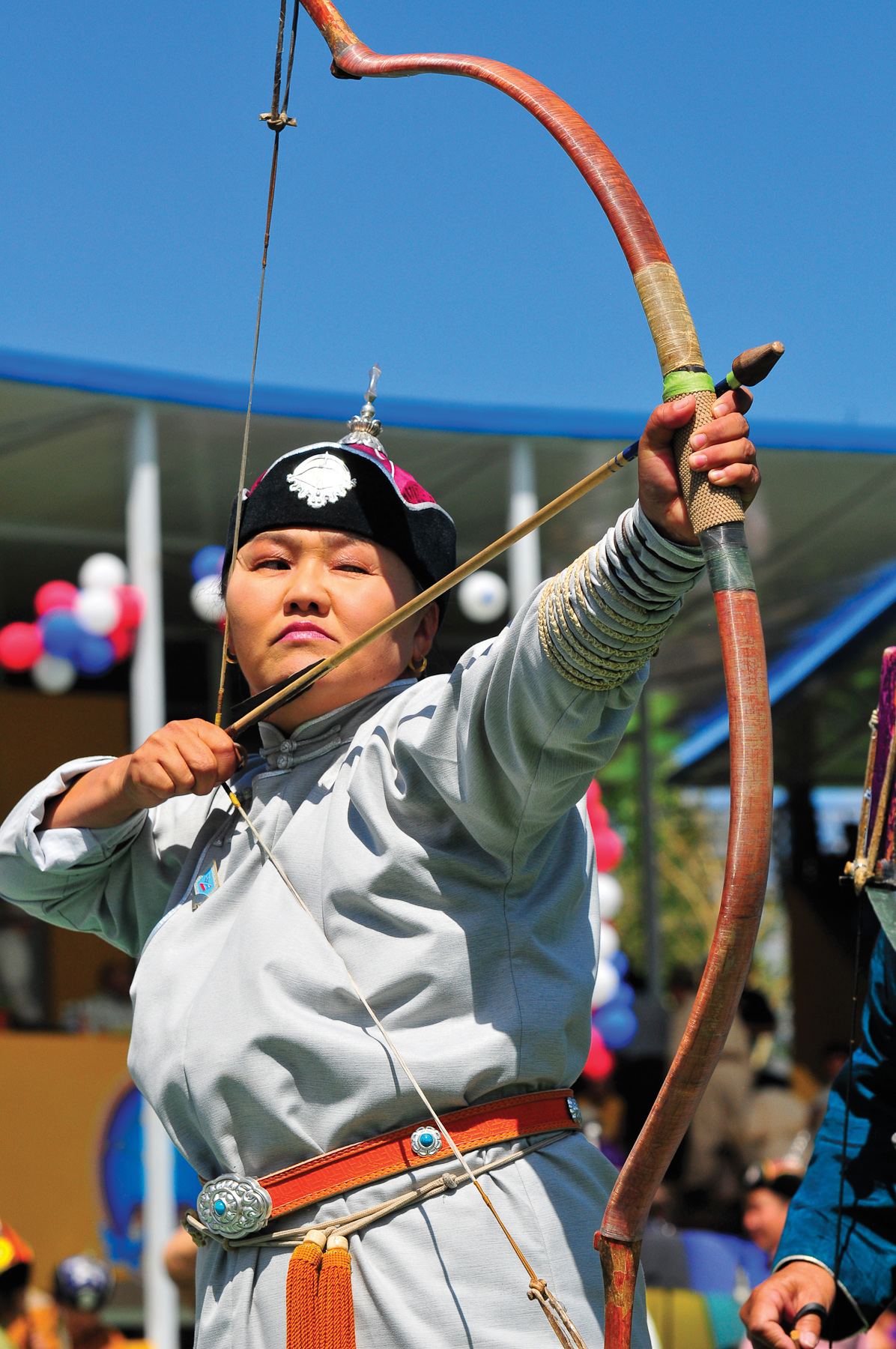
Một phụ nữ Mông Cổ đang sử dụng cung liên hợp trong Lễ hội Naadam

- Nhà Thanh
- Triều Konbaung
- Triều Tây Sơn
- Nhà Nguyễn